# Тайань
Тайа́нь (кит. упр. 泰安, пиньинь Tàiān) — городской округ в китайской провинции Шаньдун. На его территории находится гора Тайшань.

## История
В XII веке эти земли захватили чжурчжэни. Они создали марионеточное государство Великая Ци, столицей которого стал Сюйчэн.
Когда эти места вошли в состав чжурчжэньской империи Цзинь, то в 1136 году был образован Тайаньский военный округ (泰安军), в 1182 году преобразованный в область Тайань (泰安州). При империи Цин в 1724 году область была поднята в статусе до «непосредственно управляемой» (то есть стала подчиняться напрямую властям провинции, минуя промежуточный уровень в виде управы), а затем стала Тайаньской управой (泰安府), которой были подчинены 6 уездов и 1 область. После Синьхайской революции в Китае была произведена реформа структуры административного деления, и в 1913 году области и управы были упразднены, остались только уезды.
В 1950 году в составе провинции Шаньдун был создан Специальный район Тайань (泰安专区). В ноябре 1958 года он был расформирован, но в мае 1961 года создан вновь. В 1967 году он был переименован в Округ Тайань (泰安地区). В мае 1985 года округ Тайань был преобразован в городской округ.
В ноябре 1992 года постановлением Госсовета КНР городской уезд Лайу был выведен из состава городского округа Тайань и преобразован в отдельный городской округ Лайу.

## Административное деление
Городской округ Тайань делится на 2 района, 2 городских уезда, 2 уезда:
| Карта | Карта          | Карта    | Карта     | Карта         | Карта            | Карта         |
| ----- | -------------- | -------- | --------- | ------------- | ---------------- | ------------- |
|       |                |          |           |               |                  |               |
| #     | Статус         | Название | Иероглифы | Пиньинь       | Население (2010) | Площадь (км²) |
| 1     | Район          | Тайшань  | 泰山区    | Tàishān qū    | 620 000          | 337           |
| 2     | Район          | Дайюэ    | 岱岳区    | Dàiyuè qū     | 970 000          | 1750          |
| 3     | Городской уезд | Синьтай  | 新泰市    | Xīntài shì    | 1 390 000        | 1933          |
| 4     | Городской уезд | Фэйчэн   | 肥城市    | Féichéng shì  | 980 000          | 1277          |
| 5     | Уезд           | Нинъян   | 宁阳县    | Níngyáng xiàn | 820 000          | 1124          |
| 6     | Уезд           | Дунпин   | 东平县    | Dōngpíng xiàn | 790 000          | 1340          |

## Транспорт
Осенью 2020 года открылась скоростная автомагистраль Тайань — Цзинань.